# Ambasciatori austriaci in Toscana
L'ambasciatore austriaco in Toscana era il primo rappresentante diplomatico dell'Austria (del Sacro Romano Impero, dell'Impero austriaco e dell'Impero austro-ungarico) nel Granducato di Toscana.
Le relazioni diplomatiche tra i due paesi erano iniziate stabilmente nel 1722 e proseguirono sino all'annessione della Toscana da parte del Regno d'Italia nel 1859.

## Sacro Romano Impero
- 1722–1726: Francesco Lisoni, chargée d'affaires
- 1726–1735: Girolamo Caimo
- 1735–1743: Francesco Lisoni, chargée d'affaires
- 1743–1758: vacante
- 1758–1765: Antoniotto Botta Adorno
- 1765–1769: vacante
- 1771–1772: Johann Josef von Wilczek
- 1773–1798: Josef Veigl, chargée d'affaires
- 1798–1800: Siegmund Veigl, chargée d'affaires
- 1800–1803: vacante
- 1803–1804: Filippo Carlo Ghisilieri Calderini
- 1804–1806: Michelangelo Alessandro Colli-Marchini

## Impero austriaco
- 1806-1807: Michelangelo Alessandro Colli-Marchini

1807-1814: Interruzione delle relazioni diplomatiche per l'annessione della Toscana alla Francia
- 1814–1815: Johann Rudolf von Buol-Schauenstein
- 1815–1820: Anton von Apponyi
- 1820–1821: Adam von Ficquelmont
- 1821–1829: Ludwig Philipp von Bombelles
- 1830–1832: Franz Josef von Saurau
- 1832–1836: Friedrich von Senfft
- 1836–1842: Adam Reviczky von Revisnye
- 1842–1844: Karl Schnitzer von Meerau, chargée d'affaires
- 1844–1847: Philipp von Neumann
- 1847–1848: Karl Schnitzer von Meerau, chargée d'affaires

1848-1850: Interruzione delle relazioni diplomatiche
- 1850–1860: Carl Alexander von Hügel (1796–1870)

26 ottobre 1866: chiusura definitiva dell'ambasciata